# فرناندو كيفيدو
فرناندو كيفيدو (بالإسبانية: Fernando Quevedo Salazar)‏ ولد بتاريخ 17 ديسمبر 1964 في مدريد، هو دراج إسباني سابق.

## روابط خارجية
- فرناندو كيفيدو على موقع أرشيف الدراجات (الإنجليزية)
- فرناندو كيفيدو على موقع إحصائيات الدراجات الإحترافية (الإنجليزية)